# جیکوب بلیت
جیکوب بلیت (انگلیسی: Jacob Blyth؛ زادهٔ ۱۴ اوت ۱۹۹۲) بازیکن فوتبال اهل بریتانیا است.
از باشگاه‌هایی که در آن بازی کرده‌است می‌توان به باشگاه فوتبال برتون آلبیون، باشگاه فوتبال کمبریج یونایتد، باشگاه فوتبال لیمینگتون، باشگاه فوتبال مکلسفیلد تاون، باشگاه فوتبال بارو، باشگاه فوتبال بلکپول، باشگاه فوتبال نورث‌همپتون تاون، باشگاه فوتبال نوتس کانتی، و باشگاه فوتبال لستر سیتی اشاره کرد.